# Renan Filho
José Renan Vasconcelos Calheiros Filho (Murici, 8 de outubro de 1979) é um economista e político brasileiro, filiado ao Movimento Democrático Brasileiro (MDB). É o atual ministro dos Transportes do Brasil no terceiro governo Lula. Foi governador do Estado de Alagoas, de 2015 a 2022, e eleito senador pelo mesmo estado em 2022.
É filho do também político Renan Calheiros.

## Biografia
Filho mais velho do senador Renan Calheiros (MDB), ex-presidente do Senado Federal, e de Maria Verônica Rodrigues Calheiros, Renan Filho é natural do município de Murici, no Estado do Alagoas, mas mudou-se para Brasília aos 16 anos de idade onde concluiu o ensino médio.
Em 2003, formou-se em Ciências Econômicas pela Universidade de Brasília (UnB), passando a trabalhar com o pai no Senado logo em seguida. Em 2013, concluiu um curso de extensão em Políticas Públicas direcionadas à Primeira Infância na Universidade Harvard, em Cambridge, nos Estados Unidos.
Além disso, Renan Filho é casado com a administradora Renata Pires Calheiros e tem dois filhos: Davi e João.
Em 12 de setembro de 2007, após a absolvição do pai no Senado Federal, Renan Filho foi a Juazeiro do Norte, no Ceará, onde pagou uma promessa que havia feito ao Padre Cícero.
Em 25 de abril de 2020, divulgou que testou positivo para o coronavírus da síndrome respiratória aguda grave 2 (SARS-CoV-2), vírus causador da doença COVID-19, durante a pandemia de COVID-19 no Brasil.
Renan Filho foi alvo de ameaças de morte em um áudio feito por um empresário de Maceió por suas ações de enfrentamento à pandemia de coronavírus. Segundo o governador, a Delegacia Geral da Polícia Civil instaurou um inquérito para investigar a origem da ameaça e punir o autor conforme a lei. O empresário se justificou afirmando que estava de cabeça quente e não pretendia atentar contra a vida do governador.

## Trajetória política
Renan Filho iniciou sua trajetória política em 2004, então com 25 anos de idade, ao eleger-se prefeito do município de Murici, na Zona da Mata Alagoana, conseguindo reeleger-se ao cargo em 2008.
Em abril de 2010, deixou a prefeitura de Murici para disputar uma vaga na Câmara dos Deputados pelo Movimento Democrático Brasileiro (MDB), sendo substituído por seu tio Remi Calheiros, ex-prefeito do município e, à época, seu vice. Nas eleições de outubro do mesmo ano, Renan foi eleito como o deputado federal mais votado no pleito com a soma de 140.180 votos (9,90% dos votos válidos).
Em outubro de 2014, foi eleito Governador de Alagoas pela primeira vez com a soma de 670.310 votos (52,16% dos votos válidos), tornando-se o mais jovem governador da história do Estado. Quatro anos depois, em outubro de 2018, conseguiu reeleger-se ao governo do Estado, angariando 1.001.053 votos (77,30% dos votos válidos).

## Desempenho em eleições
| Ano  | Eleição              | Candidato a      | Partido | Coligação                                                                                         | Suplentes/Vice                                      | Votos     | Resultado       |
| ---- | -------------------- | ---------------- | ------- | ------------------------------------------------------------------------------------------------- | --------------------------------------------------- | --------- | --------------- |
| 2004 | Municipal de Murici  | Prefeito         | MDB     | Murici, Progresso e Trabalho (PMDB/PPS/PCdoB/PSDB/PTC/PP)                                         | Rita Tenório (PTC)                                  | 6.256     | Eleito          |
| 2008 | Municipal de Murici  | Prefeito         | MDB     | Murici, Progresso e Trabalho                                                                      | Remi Calheiros (PMDB)                               | 9.121     | Eleito          |
| 2010 | Estaduais de Alagoas | Deputado Federal | MDB     | Frente Popular por Alagoas I (PMDB/PR/PTdoB/PRP/PCdoB/PDT/PSDC/PT)                                | —                                                   | 140.180   | Eleito          |
| 2014 | Estaduais de Alagoas | Governador       | MDB     | Com o povo para Alagoas mudar (PMDB/PV/PTdoB/PROS/PCdoB/PSC/PHS/PTB/ PSD/PDT/PT)                  | Luciano Barbosa (PMDB)                              | 670.310   | Eleito 1º turno |
| 2018 | Estaduais em Alagoas | Governador       | MDB     | Avança mais Alagoas (MDB/PT/PTB/PDT/PODE/PPS/PR/PCdoB/DEM/ PHS/PV/AVANTE/PSD/PRTB/DC/PRP/PMB/PMN) | Luciano Barbosa (PMDB)                              | 1.001.053 | Eleito 1º turno |
| 2022 | Estaduais em Alagoas | Senador          | MDB     | Alagoas Daqui Pra Melhor (MDB/PDT/PSC/FE Brasil (PT,PCdoB,PV)/SOLIDARIEDADE)                      | Fernando Farias (MDB) Adélia Maria (PV) [FE Brasil] | 845.988   | Eleito          |

## Controvérsias

### Delação da Odebrecht
Com base nas delações dos ex-executivos da Odebrecht,  Renan Filho foi um dos três governadores que passaram a ser investigados pela PGR mediante autorização do ministro Edson Fachin. Em um dos inquéritos, Renan Filho e seu pai, Renan Calheiros (PDB-AL), são suspeitos de terem recebido cerca de R$ 800 mil da Odebreht (atual Novonor) na campanha para governador de Alagoas em 2014 em troca da aprovação de legislação favorável aos interesses da empresa, que teria se concretizado na conversão da MP 677/2015 em Lei 13.182/15, o que beneficiou a Braskem S/A, empresa controlada pelo grupo Odebrecht, podendo se configurar corrupção passiva, corrupção ativa e lavagem de dinheiro. Renan Filho afirmou todas as doações recebidas na campanha foram declaradas e aprovadas pela Justiça Eleitoral. Renan Calheiros disse que os inquéritos serão arquivados por falta de provas. No final de 2019, em um relatório de 53 páginas enviado ao STF, a Polícia Federal concluiu que não há elementos concretos de autoria e materialidade contra a família Calheiros nesse inquérito, com delatores da Odebrecht desmentindo ou afirmando não ter conhecimento sobre tais ações.
No segundo inquérito, as suspeitas são de acordo de mercado entre as empresas que participariam da obra canal do sertão alagoano, com solicitação de pagamento de propina a diversos agentes públicos, entre eles Renan Filho, Renan Calheiros, o então ministro de Integração Nacional, Fernando Bezerra, e o então governador do Estado de Alagoas, Teôtonio Vilela.  Segundo a PGR, neste segundo inquérito podem existir os  crimes de corrupção passiva e ativa, lavagem de dinheiro, crime contra a ordem econômica e fraude em licitações. Fernando Bezerra afirmou que sempre esteve à disposição das autoridades a fim de prestar quaisquer esclarecimentos que elas possam necessitar.

### Grampos Ilegais
O Ministério Público Federal acusou o governo de Renan Filho de realizar interceptações telefônicas ilegais. Elas seriam feitas através da Assessoria Integrada de Inteligência da Secretaria de Segurança Pública e das policiais militares, sendo solicitado pelo MPF que tais órgãos sejam impedidos de realizar os grampos e que o Estado de Alagoas realoque o equipamento e a estrutura tecnológica de monitoramento de interceptações telefônicas para a Polícia Judiciária, a seus servidores e Delegados de Polícia Civil, exclusivamente. O Ministério Público diz ainda que as interceptações telefônicas ilegais violam direitos humanos e compromissos assumidos em tratados internacionais, o que pode levar a responsabilização da República Federativa do Brasil em âmbito internacional.